# 霍尔尤尔市镇

霍尔尤尔市镇於斯洛維尼亞的位置

霍尔尤尔市镇是斯洛文尼亞中部的市镇，行政中心为霍爾尤爾。面積32.5平方公里，2002年人口2622。人口密度約81人/km2。

## 外部連結
- 官方网站  （斯洛文尼亚文）
- Municipality of Horjul on Geopedia （页面存档备份，存于）